# O Fascismo em Camisas Verdes
O Fascismo em Camisas Verdes: do Integralismo ao Neointegralismo é um livro dos historiadores brasileiros Odilon Caldeira Neto e Leandro Pereira Gonçalves, publicado pela FGV Editora em 2020.
O livro trata da evolução dos ideais integralistas no Brasil por noventa anos, desde o encontro de Plínio Salgado com Benito Mussolini, em 1930, até 2020, passando pelo ataque terrorista à sede da Porta dos Fundos, em 2019. Nesta cronologia, a vida política de Plínio Salgado tem destaque a partir de sua carreira como deputado por vários partidos brasileiros.
Com o objetivo de fazer circular o debate sobre a atualidade do fascismo no Brasil contemporâneo, os autores estiveram preocupados em lançar mão de uma linguagem acessível e pouco extensa, tornando a leitura mais agradável para os públicos não acadêmicos de história. Por conta da pesquisa profunda que apresenta sobre as movimentações da extrema-direita brasileira, a obra foi considerada pela revista Veja um dos melhores livros de política de 2020.
De acordo com o historiador Paulo César Gomes, o livro contribui para a observação de semelhanças entre o fascismo integralista e as práticas do presidente Jair Bolsonaro. Por conta desta conexão entre o passado integralista com o tempo presente, O Fascismo em Camisas Verdes é considerado um livro necessário para a compreensão da contemporaneidade brasileira.